# Clojure
Clojure es un lenguaje de programación de propósito general dialecto de Lisp. Hace un énfasis especial en el paradigma  funcional, con el objetivo (entre otros) de eliminar la complejidad asociada a la programación concurrente. Clojure puede ser ejecutado sobre la Máquina Virtual de Java y la máquina virtual de la plataforma .NET, así como compilado a JavaScript.

## Principios
Rich Hickey describe el desarrollo de Clojure como la búsqueda de un lenguaje que no pudo encontrar: un dialecto Lisp funcional por defecto, integrado sobre un entorno robusto en lugar de ser su propia plataforma, y con la programación concurrente en mente.
Asimismo, en principio se rechaza la orientación a objetos, ofreciendo un enfoque en el que los programas se expresan como la aplicación de funciones sobre datos, más que como la interacción entre entidades mutables que mezclan representación de datos, y comportamiento. Por otra parte, características tales como instanciabilidad, polimorfismo e interfaces son efectivamente parte del lenguaje.

## Sintaxis
Como el resto de la familia Lisp, la sintaxis de Clojure está construida sobre expresiones simbólicas que son convertidas en estructuras de datos por un lector antes de ser compiladas. Las expresiones se caracterizan por estar delimitadas por paréntesis, y por su notación prefija, por la que se llama al primer miembro de cada lista como función, pasándole el resto de miembros como argumentos.
Esta peculiaridad, extraña para los habituados a los lenguajes más populares basados en la sintaxis del lenguaje de programación C es la base de su flexibilidad. Estructuras de datos tales como mapas, conjuntos y vectores tienen una expresión literal; no requieren transformación alguna a la hora de incorporarse al árbol sintáctico generado por el compilador. Clojure es un Lisp-1 y no está particularmente diseñado para ser compatible con otros dialectos de Lisp.

## Macros
Un macro es un fragmento de código que acepta como argumentos otras expresiones, sin evaluar, transformándolas previamente a su evaluación. Esto permite la aparición de «programas que crean programas»: incorporaciones al lenguaje -estructuras de control de flujo- o creación de un lenguaje específico del dominio. Posibilidades en principio no alcanzables en otras familias de lenguajes sin recurrir al desarrollo de un compilador.
El sistema de macros de Clojure es muy similar al de Common Lisp con la excepción de que la versión de Clojure de la comilla inversa (llamada «comilla sintáctica») cualifica los símbolos con el espacio de nombres al que pertenece. Así se ayuda a prevenir la captura no intencionada ya que están prohibidos los bindings con nombres cualificados. Es posible forzar la expansión de una macro que las capture pero debe hacerse explícitamente. Clojure prohíbe también re-enlazar nombres globales en otros espacios de nombres que hayan sido importados en el actual.
Otra característica de la comilla sintáctica es que permite un sistema de templating, en el que se puede especificar qué miembros de una lista deben evaluarse mediante los operadores unquote (~) y unquote-splice (~@), dando lugar a macros más concisas y manejables.

## Características del lenguaje
- Desarrollo dinámico con una consola de evaluación (en inglés, REPL: read eval print loop).
- Representación de funciones como valores, y preferencia por la recursión y el uso de higher order functions sobre de la iteración basada en efectos secundarios.
- Números de precisión arbitraria, y representación literal de fracciones, generadas en las divisiones no enteras.
- Secuencias con evaluación perezosa (los elementos de la secuencia no se computan hasta que son necesarios, lo que permite representar conjuntos infinitos en potencia).
- Sistema integrado de estructuras de datos persistentes e inmutables.
- Control del estado (conjunto de valores que puede adquirir una entidad en el tiempo) en situaciones de concurrencia a través de sistemas transaccionales, de agentes y mediante bindings locales.
- Interacción con java: al compilarse a bytecode de la JVM, las aplicaciones escritas en Clojure pueden ser fácilmente integradas en servidores de aplicaciones u otros entornos Java con escasa complejidad adicional. Se implementan por defecto todas las interfaces posibles a nivel de clases, estructuras de datos y concurrencia para minimizar los esfuerzos requeridos para conseguir esta portabilidad.

## Ejemplos
Hola mundo. Nótese que dada la naturaleza del REPL, no es necesaria una orden de impresión.
```
"¡Hola, mundo!"

```

Un generador de números únicos y consecutivos que soporta llamadas concurrentes:
```
(
let
 
[i
 
(
atom
 
0
)
]

  
(
defn
 
generar-id-unica

    
"Devuelve un identificador numérico distinto para cada llamada."

    
[]

    
(
swap!
 
i
 
inc
)))

```

Una subclase anónima de java.io.Writer que no escribe en ningún sitio y una macro que lo usa para silenciar todas las expresiones evaluadas con ella.
```
(
def
 
bit-bucket-writer

  
(
proxy
 
[java.io.Writer]
 
[]

    
(
write
 
[buf]
 
nil
)

    
(
close
 
[]
    
nil
)

    
(
flush
 
[]
    
nil
)))

(
defmacro
 
noprint

  
"Evalua la expresiones dadas con todas las impresiones a *out* silenciadas."
  

  
[&
 
forms]

  
`
(
binding
 
[*out*
 
bit-bucket-writer]

     
~@forms
))

(
noprint

 
(
println
 
"Hello, nobody!"
))

```

En este ejemplo diez hilos manipulan una estructura de datos compartida, que consiste en cien vectores que contienen diez números únicos al inicio secuenciales. Cada hilo elige dos posiciones aleatorias en dos vectores aleatorios y los intercambia. Todos los cambios en los vectores se hacen dentro de transacciones usando el sistema de memoria transaccional por software de Clojure. Es por eso que incluso después de mil iteraciones no se pierde ningún número.
```
(
defn
 
run
 
[nvecs
 
nitems
 
nthreads
 
niters]

  
(
let
 
[vec-refs
 
(
vec
 
(
map
 
(
comp
 
ref
 
vec
)

                           
(
partition
 
nitems
 
(
range
 
(
*
 
nvecs
 
nitems
)))))

        
swap
 
#(
let
 
[v1
 
(
rand-int
 
nvecs
)

                    
v2
 
(
rand-int
 
nvecs
)

                    
i1
 
(
rand-int
 
nitems
)

                    
i2
 
(
rand-int
 
nitems
)
]

                
(
dosync

                 
(
let
 
[temp
 
(
nth
 
@
(
vec-refs
 
v1
)
 
i1
)
]

                   
(
alter
 
(
vec-refs
 
v1
)
 
assoc
 
i1
 
(
nth
 
@
(
vec-refs
 
v2
)
 
i2
))

                   
(
alter
 
(
vec-refs
 
v2
)
 
assoc
 
i2
 
temp
))))

        
report
 
#(
do

                 
(
prn
 
(
map
 
deref
 
vec-refs
))

                 
(
println
 
"Distinct:"

                          
(
count
 
(
distinct
 
(
apply
 
concat
 
(
map
 
deref
 
vec-refs
))))))
]

    
(
report
)

    
(
dorun
 
(
apply
 
pcalls
 
(
repeat
 
nthreads
 
#(
dotimes
 
[_
 
niters]
 
(
swap
)))))

    
(
report
)))

(
run
 
100
 
10
 
10
 
100000
)

```

Salida del ejemplo anterior:
```
(
[0
 
1
 
2
 
3
 
4
 
5
 
6
 
7
 
8
 
9]
 
[10
 
11
 
12
 
13
 
14
 
15
 
16
 
17
 
18
 
19]
 
...

 
[990
 
991
 
992
 
993
 
994
 
995
 
996
 
997
 
998
 
999]
)

Distinct:
 
1000

 

(
[382
 
318
 
466
 
963
 
619
 
22
 
21
 
273
 
45
 
596]
 
[808
 
639
 
804
 
471
 
394
 
904
 
952
 
75
 
289
 
778]
 
...

 
[484
 
216
 
622
 
139
 
651
 
592
 
379
 
228
 
242
 
355]
)

Distinct:
 
1000

```